# 23andMe
23andMe és una empresa de l'àmbit de la genòmica i la biotecnologia amb seu a Mountain View, a Califòrnia. El seu nom fa referència als 23 parells de cromosomes que té una cèl·lula normal humana. La seva activitat de recollida i anàlisi genètica a partir de la saliva, va ser considerada invenció de l'any de la revista Time el 2008.
El 2013, l'Administració d'Aliments i Fàrmacs estatunidenca (FDA) va ordenar a 23andMe interrompre la comercialització del seu servei de recollida i anàlisi de genoma personalitzat (PGS) fins que no n'obtingués la reglamentació necessària. Des d'octubre de 2015, les proves d'ADN ordenades als EUA inclouen un component de salut revisat, segons l'aprovació de la FDA. 23andMe ven un producte amb components relacionats amb l'ascendència i la salut al Canadà des de l'octubre de 2014 i al Regne Unit des del desembre de 2014.